# Phalera andreas
Phalera andreas är en fjärilsart som beskrevs av Charles Oberthür 1881. Phalera andreas ingår i släktet Phalera och familjen tandspinnare. Inga underarter finns listade i Catalogue of Life.